# Bungarus caeruleus
Il bungaro comune o krait comune (Bungarus caeruleus (Schneider, 1801)) è un serpente della famiglia Elapidae. È uno dei Big Four.
Di dimensioni tra 0.8 e 1.7 metri, con squame grandi e dal disegno consistente in bande bianche su sfondo blu-nero lucido. Distribuito lungo un ampio territorio (dal Pakistan allo Sri Lanka), è attivo prevalentemente durante le ore notturne, durante le quali caccia mammiferi e rettili di piccola taglia, nonché altri serpenti, mentre durante il giorno è solito nascondersi nei termitai o in grotte sotterranee. 
Si tratta di serpenti poco aggressivi e schivi, che tuttavia se molestati possono inoculare un veleno estremamente tossico. Tale veleno è ad azione neuro-tossica e di norma paralizza i centri nervosi e respiratori principali, può causare la morte in poche ore.
Depongono dalle 8 alle 12 uova per nidiata.
Generalmente docile di giorno, può diventare aggressivo e mordace di notte.